# Leporillus conditor
La rata arquitecto (Leporillus conditor) es una especie de roedor de la familia Muridae, que habita una porción del hábitat seco del sur de Australia. Su conservación se ha visto amenazada a lo largo de los años, aunque en el año 2016, su estado de peligro pasó de ser vulnerable a casi amenazado.

## Distribución
Se encuentra tan solo en Australia en las islas Franklin y San Pedro en la isla del archipiélago Nuyts, la isla Reevesby, la isla Tratamiento, la isla Faure y Heirisson Prong, y un área cercada en Roxby Downs al sur de Australia. Antiguamente, se podía encontrar en el hábitat semiárido en el continente, donde los suelos eran poco profundoss debido a los estratos subyacentes de calcio.

## Descripción
La rata arquitecto mide de 32 a 44 centímetros de longitud total, con un peso de 180 gramos a 450 g. Su hábitat natural es la sabana seca, con zonas de arbustos perennes, especialmente las de especies suculentas y plantas semi-suculentas incluyendo especies de Chenopodiaceae.